# Sarah Shahi
Aahoo Jahansouzshahi mais conhecida pelo seu nome artístico de Sarah Shahi (Persa: آهو جهانسوز سارا شاهی Euless, 10 de janeiro de 1980), é uma atriz iraniana-americana.

## Biografia
Filha de pai iraniano e mãe espanhola, Sarah nasceu no Texas, nos Estados Unidos. Durante os anos de 1999 e 2000, ela entrou num grupo de animadoras de torcida de Dallas, o Dallas Cowboys Cheerleaders e, ainda em 2000, apareceu na capa do calendário dessa mesma equipe.

## Filmografia
- 2000 : Dr T and the Women : Cheerleader Extra (não creditada)
- 2002 : Class of '06 (Série TV) : Meg
- 2003 : Old School : Erica
- 2003 : Dawson's Creek (Temporada 6 Episódios 12, 17 e 20) : Sadia Shaw
- 2005 : A Lot Like Love : Starlet
- 2005-2006 : The L Word (Série TV) : Carmen de la Pica Morales
- 2005 e 2019 : Supernatural ("Episódio Piloto" - Episódio "Moriah") : Constance Welch / A Mulher de Branco
- 2006 : Teachers (Série TV) : Tina
- 2006 : The Adventures of Beatle Boyin : Carla
- 2006 : Damages (Série TV) : Jennifer Carillo
- 2007 : Life (Série TV) : Detective Dani Reese
- 2007 : Fairly Legal (Série TV) : Kate Reed
- 2012 : Chicago Fire (Série TV) : Renee Royce
- 2012-2016 : Person of Interest (Série TV) : Sameen Shaw
- 2013 : Bullet to the Head : Lisa Bonomo
- 2017 : Rush Hour 3 : Zoe
- 2017 : Letras da Morte
- 2018 : Reverie
- 2021-2023 : Sex/Life (Série TV) : Billie Connelly
- 2022 : Adão Negro : Adrianna Tomaz / Ísis
- 2023: Red, White & Royal Blue: Zahra Bankston